# Gruppa A czempionata SSSR po futbołu (1936, jesień)
Rozgrywki radzieckiej grupy A w sezonie jesień 1936 były drugimi w historii radzieckiej pierwszej ligi. W rozgrywkach wzięło udział osiem drużyn, w tym jedna, która awansowała z grupy B – Dinamo Tbilisi.  Mistrzowski tytuł po raz pierwszy wywalczyła drużyna Spartaka Moskwa. Królem strzelców ligi został Gieorgij Głazkow ze Spartaka Moskwa, który zdobył 7 goli.

## Drużyny
| Uczestnicy poprzedniej edycji                                                                                 | Uczestnicy poprzedniej edycji | Uczestnicy poprzedniej edycji | Uczestnicy poprzedniej edycji |
| --- | ----------------------------- | ----------------------------- | ----------------------------- |
| DIN | Dinamo Moskwa                 | 1                             |                               |
| DKV | Dynamo Kijów                  | 2                             |                               |
| SPA | Spartak Moskwa                | 3                             |                               |
| CDK | CDKA Moskwa                   | 4                             |                               |
| LOK | Lokomotiw Moskwa              | 5                             |                               |
| DLE | Dinamo Leningrad              | 6                             |                               |
| KZL | Krasnaja Zaria Leningrad      | 7                             |                               |
| Awans z grupy B                                                                                               |                               |                               |                               |
| DTB | Dinamo Tbilisi                | 1                             |                               |
| Oznaczenia: - kolumna pierwsza – skróty nazw drużyn, - kolumna trzecia – miejsce zajęte w poprzednim sezonie. |                               |                               |                               |

## Tabela końcowa
| Lp. | Drużyna                  | M | Z | R | P | Bramki | Bramki | Różn. | Pkt | Uwagi |
| --- | ------------------------ | - | - | - | - | ------ | ------ | ----- | --- | ----- |
| 1   | Spartak Moskwa (M)       | 7 | 4 | 2 | 1 | 19     | 10     | +9    | 17  |       |
| 2   | Dinamo Moskwa            | 7 | 3 | 3 | 1 | 21     | 12     | +9    | 16  |       |
| 3   | Dinamo Tbilisi           | 7 | 3 | 3 | 1 | 14     | 9      | +5    | 16  |       |
| 4   | Lokomotiw Moskwa         | 7 | 4 | 0 | 3 | 18     | 14     | +4    | 15  |       |
| 5   | Krasnaja Zaria Leningrad | 7 | 3 | 0 | 4 | 13     | 18     | −5    | 13  |       |
| 6   | Dynamo Kijów             | 7 | 1 | 3 | 3 | 16     | 19     | −3    | 12  |       |
| 7   | Dinamo Leningrad         | 7 | 1 | 3 | 3 | 7      | 15     | −8    | 12  |       |
| 8   | CDKA Moskwa              | 7 | 2 | 0 | 5 | 9      | 20     | −11   | 11  |       |

Zasady przyznawania punktów:

Punkty przyznawano według poniższego zestawienia:
- zwycięstwo: 3 punkty,
- remis: 2 punkty,
- porażka: 1 punkt.

### Strzelcy bramek
7 goli
- Gieorgij Głazkow (Spartak Moskwa)

6 goli
- Michaił Berdzeniszwili (Dinamo Tbilisi)
- Siergiej Iljin (Dinamo Moskwa)
- Wiktor Ławrow (Lokomotiw Moskwa)
- Boris Paiczadze (Dinamo Tbilisi)
- Władimir Stiepanow (Spartak Moskwa)

5 goli
- Michaił Kiriejew (Lokomotiw Moskwa)
- Wasilij Smirnow (Dinamo Moskwa)
- Piotr Tierienkow (Lokomotiw Moskwa)

4 gole
- Mykoła Machynia (Dynamo Kijów)
- Wiktor Szyłowski (Dynamo Kijów)
- Michaił Jakuszyn (Dinamo Moskwa)

## Nagrody
| Mistrz ZSRR w sezonie 1936, jesień |
| ---------------------------------- |
| ZSRR                               |
| Spartak Moskwa 1 tytuł             |